# Keçiborlu
Keçiborlu là một huyện thuộc tỉnh Isparta, Thổ Nhĩ Kỳ. Huyện có diện tích 536 km² và dân số thời điểm năm 2007 là 16131 người, mật độ 30 người/km².